# سرقت بزرگ
سرقت بزرگ (انگلیسی: The Grand Heist; کره‌ای: 바람과 함께 사라지다) یک فیلم تاریخی کمدی محصول کره جنوبی سال ۲۰۱۲ دربارهٔ یک باند متشکل از ۱۱ سارق در سال‌های پایانی دوران چوسان، که سعی در سرقت بلوک‌های یخی از انبار سلطنتی، سوبینگو، را دارند. این فیلم ۸ اوت ۲۰۱۲ اکران شد.

## خلاصه داستان
این فیلم، در اواخر قرن هجدهم در دوران چوسان (۱۳۹۲–۱۹۱۰)، در طی سال‌های پایانی حکومت شاه یئونگجو اتفاق می‌افتد و یخ کالایی باارزش‌تر از طلا است. بلوک‌های آن از رودخانه‌های یخ‌زده در زمستان برداشت می‌شود، سپس در انبار سلطنتی قرار می‌گیرد و در طول سال برای مصرف عمومی توزیع یا فروخته می‌شود. وقتی مقامات فاسد برای تشکیل انحصار توطئه می‌کنند و قیمت آن را مقطوع می‌کنند، یک گروه ۱۱ نفره از افراد متخصص برای متوقف کردن این طرح تشکیل می‌شود و برای انجام این کار باید تمام بلوک‌های یخی سلطنتی در پنج اتاق انبار را در یک شب ناپدید کنند.

## بازیگران
- چا ته-هیون[۸][۹] – در نقش لی دوک-مو، رهبر باند سرقت
- اوه جی-هو[۱۰][۱۱] – در نقش بک دونگ-سو، یک سرباز آموزش دیده و نگهبان اخراج شده از انبار سلطنتی یخ
- مین هیو-رین – در نقش بک سو-ریون، یک غواص و خواهر دونگ-سو
- لی چه-یونگ – در نقش سول-هوا، یک گیسنگ جاسوس
- سونگ دونگ ایل – در نقش جانگ سو-گیون، حامی مالی این باند
- کو چانگ-سوک – در نقش سوک-چانگ، او متخصص حفاری است.
- شین جونگ-گون – در نقش ده-هیون، یک سازنده مواد منفجره که تقریباً ناشنوا است
- کیم گیل-دونگ – در نقش چول-جو
- چون بو-گون – در نقش جونگ-گون، «بانک ایده»
- کیم هیانگ-گی – در نقش نان-یی، یک شایعه پراکن
- سونگ جونگ هو – در نقش جه-جون، استاد تغییر قیافه
- نام کیونگ-اوپ – در نقش جو میونگ-سو، وزیر چپ که می‌خواهد یخ‌های در «سوبینگو» را به انحصار خود درآورد
- کیم کو-تک – در نقش جو یونگ-چول
- اوه نا-را – در نقش معشوقهٔ جو میونگ-سو
- لی مون-شیک – در نقش آقای یانگ (مهمان)
- سونگ جونگ کی[۱۲][۱۳] – در نقش جونگ-گون بزرگتر (مهمان)

## بازخورد
این فیلم تنها در مدت ۱۹ روز پس از انتشار خود، ۴ میلیون بیننده را جذب کرد، و به هفتمین فیلم داخلی کره در سال ۲۰۱۲ تبدیل شد که به این موفقیت دست پیدا کرد. تعداد کل بلیت‌های فروخته شده کمی بیشتر از ۴٫۹ میلیون است.
این فیلم در اولین هفتهٔ انتشار خود در جایگاه دوم قرار گرفت و ۹٬۶۱۵٬۸۰۲٬۶۵۹ وون فروخت و به فروش کلی ۳۳٬۶۹۳٬۰۶۷٬۳۱۹ وون در داخل کشور پس از پنج هفته نمایش دست یافت.

## جوایز و نامزدی‌ها
| سال  | مراسم                        | عنوان جایزه                    | گیرنده    | نتیجه    | منبع   |
| ---- | ---------------------------- | ------------------------------ | --------- | -------- | ------ |
| ۲۰۱۲ | چهل و نهمین جوایز ناقوس بزرگ | بهترین کارگردان تازه‌کار        | کیم جو-هو | نامزدشده |        |
| ۲۰۱۳ | فانتاسپورتو                  | جایزه اکسپرس شرقی: بهترین فیلم | سرقت بزرگ | برنده    | [ ۱۹ ] |